# Чубаров Артем Андрійович
Артем Чубаров (рос. Артём Андреевич Чубаров, нар. 13 грудня 1979, Нижній Новгород) — російський хокеїст, що грав на позиції центрального нападника.

## Ігрова кар'єра
Хокейну кар'єру розпочав на батьківщині 1996 року виступами за команду «Торпедо» (Нижній Новгород).
1998 року був обраний на драфті НХЛ під 31-м загальним номером командою «Ванкувер Канакс». 
Протягом професійної клубної ігрової кар'єри, що тривала 17 років, захищав кольори команд «Торпедо» (Нижній Новгород), «Динамо» (Москва), «Ванкувер Канакс» та «Авангард» (Омськ).
Загалом провів 255 матчів у НХЛ, включаючи 27 ігор плей-оф Кубка Стенлі.
У складі національної збірної Росії виступав на Кубку світу 2004.

## Кар'єра тренера
У червні 2014 року отримав запрошення від головного тренера «Торпедо» (Нижній Новгород) Петеріса Скудри увійти до тренерського штабу команди.

## Статистика

### Клубні виступи
| Сезон          | Клуб                        | Ліга           | Регулярний сезон | Регулярний сезон | Регулярний сезон | Регулярний сезон | Регулярний сезон | Плей-оф | Плей-оф | Плей-оф | Плей-оф | Плей-оф |
| Сезон          | Клуб                        | Ліга           | І                | Г                | П                | О                | ШХ               | І       | Г       | П       | О       | ШХ      |
| -------------- | --------------------------- | -------------- | ---------------- | ---------------- | ---------------- | ---------------- | ---------------- | ------- | ------- | ------- | ------- | ------- |
| 1996–97        | «Торпедо» (Нижній Новгород) | Суперліга      | 15               | 1                | 1                | 2                | 8                | —       | —       | —       | —       | —       |
| 1997–98        | «Динамо» (Москва)           | Суперліга      | 30               | 1                | 4                | 5                | 4                | —       | —       | —       | —       | —       |
| 1998–99        | «Динамо» (Москва)           | Суперліга      | 34               | 8                | 2                | 10               | 10               | 12      | 0       | 0       | 0       | 4       |
| 1999–00        | «Ванкувер Канакс»           | НХЛ            | 49               | 1                | 8                | 9                | 10               | —       | —       | —       | —       | —       |
| 1999–00        | «Сірак'юс Кранч»            | АХЛ            | 14               | 7                | 6                | 13               | 4                | 1       | 0       | 0       | 0       | 0       |
| 2000–01        | «Ванкувер Канакс»           | НХЛ            | 1                | 0                | 0                | 0                | 0                | —       | —       | —       | —       | —       |
| 2000–01        | «Канзас-Сіті Блейдс»        | ІХЛ            | 10               | 7                | 4                | 11               | 12               | —       | —       | —       | —       | —       |
| 2001–02        | «Ванкувер Канакс»           | НХЛ            | 51               | 5                | 5                | 10               | 10               | 6       | 0       | 1       | 1       | 0       |
| 2001–02        | «Манітоба Мус»              | АХЛ            | 19               | 7                | 12               | 19               | 4                | —       | —       | —       | —       | —       |
| 2002–03        | «Ванкувер Канакс»           | НХЛ            | 62               | 7                | 13               | 20               | 6                | 14      | 0       | 2       | 2       | 4       |
| 2003–04        | «Ванкувер Канакс»           | НХЛ            | 65               | 12               | 7                | 19               | 14               | 7       | 0       | 1       | 1       | 0       |
| 2004–05        | «Динамо» (Москва)           | Суперліга      | 27               | 4                | 9                | 13               | 10               | —       | —       | —       | —       | —       |
| 2005–06        | «Авангард» (Омськ)          | Суперліга      | 47               | 10               | 15               | 25               | 36               | 11      | 5       | 3       | 8       | 10      |
| 2006–07        | «Авангард» (Омськ)          | Суперліга      | 40               | 9                | 27               | 36               | 4                | 9       | 2       | 6       | 8       | 2       |
| 2007–08        | «Авангард» (Омськ)          | Суперліга      | 47               | 10               | 23               | 33               | 34               | 1       | 0       | 0       | 0       | 0       |
| 2008–09        | «Торпедо» (Нижній Новгород) | КХЛ            | 40               | 4                | 17               | 21               | 2                | 3       | 0       | 0       | 0       | 2       |
| 2009–10        | «Динамо» (Москва)           | КХЛ            | 2                | 0                | 0                | 0                | 0                | —       | —       | —       | —       | —       |
| Усього в Росії | Усього в Росії              | Усього в Росії | 225              | 42               | 80               | 122              | 98               | 33      | 7       | 9       | 16      | 16      |
| Усього в НХЛ   | Усього в НХЛ                | Усього в НХЛ   | 228              | 25               | 33               | 58               | 40               | 27      | 0       | 4       | 4       | 4       |
| Усього в КХЛ   | Усього в КХЛ                | Усього в КХЛ   | 42               | 4                | 17               | 21               | 2                | 3       | 0       | 0       | 0       | 2       |

### Збірна
| Рік                | Команда            | Турнір             | Місце              | І  | Г | П | О  | ШХ |
| ------------------ | ------------------ | ------------------ | ------------------ | -- | - | - | -- | -- |
| 1998               | Росія              | МЧС                | 2                  | 7  | 3 | 2 | 5  | 0  |
| 1999               | Росія              | МЧС                | 1                  | 7  | 4 | 3 | 7  | 4  |
| 2004               | Росія              | КС                 | 5-е                | 4  | 0 | 1 | 1  | 0  |
| Молодіжна збірна   | Молодіжна збірна   | Молодіжна збірна   | Молодіжна збірна   | 14 | 7 | 5 | 12 | 4  |
| Національна збірна | Національна збірна | Національна збірна | Національна збірна | 4  | 0 | 1 | 1  | 0  |